# Exocentrus tamborensis
Exocentrus tamborensis là một loài bọ cánh cứng trong họ Cerambycidae.